# Мудранов Беслан Заудінович
Беслан Заудінович Мудранов (нар. 7 липня 1986) — російський дзюдоїст, олімпійський чемпіон 2016 року, срібний призер чемпіонату світу (2014), дворазовий чемпіон Європи, чемпіон Європейських ігор 2015.

## Виступи на Олімпіадах
| Олімпіада | Дисципліна | Місце |
| --------- | ---------- | ----- |
| Ріо 2016  | до 60 кг   | 1     |